# Pinnatella stoloniramea
Pinnatella stoloniramea là một loài Rêu trong họ Neckeraceae. Loài này được (Müll. Hal. ex Dusén) Broth. ex Paris miêu tả khoa học đầu tiên năm 1909.